# Andreu Vivó
Andreu Vivó Tomás (Barcelona, 3 de febrero de 1978 - San Juan de Vilatorrada, 31 de diciembre de 2012) fue un gimnasta olímpico español que compitió en la disciplina de gimnasia artística y conquistó varias medallas en competiciones nacionales e internacionales.

## Biografía deportiva
Inició su carrera a los 7 años participando en eventos de gimnasia, y a los 11 años de edad logró su primer título. En los Juegos Mediterráneos de Bari 1997 fue segundo por equipos y medalla de oro en barras paralelas. 
Poco después, tuvo lugar el reinicio de la Copa del Mundo de Gimnasia Artística, donde en las primeras pruebas disputadas, Vivó logró la plata en paralelas en la prueba de la Copa del Mundo de Stuttgart, y el bronce en paralelas en la de Zúrich. Para 1998, fue bronce en barras paralelas y en barra fija en la prueba de la Copa del Mundo de Cottbus. En el Campeonato Europeo de Gimnasia de 1998, celebrado en San Petersburgo, fue medalla de bronce en barras paralelas, su única medalla en un Campeonato Europeo. En 1998 fue 5º en caballo con arcos en la Final de la Copa del Mundo en Sabae.
Participó en los Juegos Olímpicos de Sídney 2000, donde quedó en 11º lugar por equipos y en barras paralelas. En Sídney el equipo lo integraban Andreu, Alejandro Barrenechea, Víctor Cano, Saúl Cofiño, Omar Cortés y Gervasio Deferr. En 2001 fue oro en paralelas y plata en barra fija en la prueba de la Copa del Mundo en Glasgow. En los Juegos Mediterráneos de Túnez 2001 fue bronce por equipos, plata en barras paralelas y plata en barra fija. En 2002 fue 4º en paralelas en la Final de la Copa del Mundo en Stuttgart. En 2003 fue 5º en barras paralelas en la prueba de la Copa del Mundo en París-Bercy. Posteriormente ganó la medalla de oro en la competición por equipos en los Juegos Mediterráneos de Almería 2005. También ganó la medalla de oro en barras paralelas en la prueba de la Copa del Mundo celebrada en Gante en 2005, y en octubre de ese año fue 5º en paralelas en la Copa del Mundo de Máribor. En 2006 fue 6º en barras paralelas en la prueba puntuable de la Copa del Mundo en Stuttgart. En abril de 2007 logró la plata en barras paralelas en la prueba de la Copa del Mundo en Máribor (Salamunov Memorial). Se retiró de la competición en 2007.

## Fallecimiento
El 30 de diciembre de 2012 salió a la calle y empezó a sentirse mal cuando estaba con un amigo haciendo deporte de montaña en la colina de Collbaix, San Juan de Vilatorrada. Finalmente sufrió un paro respiratorio y falleció el 31 de diciembre de 2012 a la una de la madrugada. Los rescatadores tuvieron dificultades para ingresar al lugar de los hechos tanto en vehículo como en helicóptero, ya que era de noche y había poca luz, aunque finalmente el cuerpo pudo ser rescatado en camilla. Fue sepultado el 3 de enero de 2013 en la Iglesia de Cristo Rey de Manresa, su localidad natal.